# 天鵝圈
天鹅圈（電波源W78，或 沙普利斯 103）是位於天鵝座的一個巨大超新星殘骸，是個直徑大約3°的發射星雲。迴圈上有一些弧，像是所知的面紗星雲或卷星雲，發射出可見光、電波、紅外線和X射線蹤合起來才能顯示出完整的迴圈。

## 可見部分：面紗星雲
一般人熟知的面紗星雲是天鵝圈的可見部分，也稱為卷星雲或絲狀星雲。它的幾個部分各有不同的名稱和識別符號，包括"西面紗"或"女巫的掃帚(Witch's Broom)"，"東面紗"，和皮克林的三角。

### NGC 6960
NGC 6960，西面紗，是西邊的殘骸，也稱為女巫的掃帚，位置在赤經 20h 45m 58.1s赤緯+30° 35′ 43″(2000.0分點)。它是在星雲最西邊的NGC天體 (以赤經來看) ，有時也用這個標示 (NGC 6960)做為整個星雲的代表。

### NGC 6992、NGC 6995、和IC 1340
這三個明亮的區域構成東面紗。NGC 6992是位於環東北部邊緣的HI殼，它的位置座標是赤經 20h 56m 19.0s赤緯+31° 44′ 34″(2000.0分點)。NGC 6995位於最南邊，位置座標是赤經20h 57m 10.7s赤緯+31° 14′ 07″(2000.0分點)。IC 1340的位置還在更南邊，座標值是赤經20h 56m 12.0s赤緯+31° 04′ 00″。

### 皮克林的三角
它也稱為皮克林楔形，或皮克林的三角刷，這是星雲中相對較為暗淡的區域，是威廉敏娜·弗萊明於1904年在哈佛天文台發現的，而當時愛德華·皮克林正在擔任台長。這個三角是圈北緣最亮的區域，雖然照片上顯示它還擴展到中部的區域。

### NGC 6974和NGC 6979
這兩個部分是現在才被確認的 (經由NGC/IC 專案和Uranometria)，在皮克林的三角東北方邊緣，是在圈北緣上兩個明亮的星雲狀綴片結點。NGC 6969是威廉·赫歇爾提報的，而它記錄是面紗星雲中模糊不清的物體，它靠近結點，座標位置是赤經20h 50m 27.9s赤緯+32° 01′ 33″。
NGC 6979有時會用於標示皮克林的三角，但是這個三角可能不是赫歇爾看見或在目錄中使用的條目：它是在赫歇爾的觀測和目錄被印製很久之後，才在攝影中被發現。
NGC 6974的報告是羅斯伯爵提出的，但是報告的主要位置是在環內空無一物的區域。因此認為它的位置計錄是錯誤的，所以NGC將羅斯的天體標示為在環北端的雲狀物結點，座標位置為2000.0分點的赤經20h 51m 04.3s赤緯+31° 49′ 41″，在羅斯的位置北方一度。這些在北部中心區域的絲狀體有時被稱為"胡蘿蔔 (carrot)"。與NGC 6974區域關聯的光譜為34.5 MHz，而直接涵蓋的全部頻率從25至5000 MHz。

## 東南結點
東南結點在2000.0分點的座標位置是赤經20h 56m 21.2s赤緯+30° 23′ 59″，位於天鵝圈的東南邊緣。這個節點已經被確認是超新星的衝擊波和一個小而孤立的星雲遭遇形成的弧。這個節點在X射線下有顯著特徵，包含數個與可見光輻射相對應的纖維絲狀體。結合X射線與可見光的資料，顯示東南結點的表面的衝擊波是凹陷的。反衝擊的存在顯示這個節點是在早期階段與到另一個大星雲遭遇的證據。

## 距離
直到最近，這顆超新星殘骸的距離依然是大約2,500光年。但是，最近的研究顯示距離應該更近一些。在1999年，William Blair假設衝激波在所有方向上的膨脹速度都一樣，比較在側邊的角度膨脹 (哈伯太空望遠鏡的可見光影像) 和視線方向上測量到朝向地球的徑向速度，他的結論是氣泡的實際大小比常規值小了約40%，因此它的距離只有1,470光年。 
這一計算的修改，雖然涉及了一些不確定性，也受到了一定的阻力，已經證實了遠紫外線光譜探測器 (FUSE，Far Ultraviolet Spectroscopic Explorer) 發現大量存在面紗星雲後面的恆星。恆星，KPD2055+3111，光譜類型為sdOBwas，在遠紫外線望遠鏡的影像中被確認是一顆明亮的遠紫外線星，並且它的吸收譜線顯示他的部分光線被超新星殘骸吸收了。這顆恆星發射譜線的部分顯示它的距離在1,860光年處，支持先前所述迴圈距離的上限是1,470光年的估計值。
由修訂過的距離反過來可以推算殘骸的大小 (從原先的150光年縮小為90光年)，和年齡 (現在認為在5,000年至8,000年)。

## 天文學的紫外線源
天鵝圈殘骸的東北緣是天空中最亮的遠紫外線源。高解析發射線光譜儀 (HIRELS，High Resolution Emission Line Spectrometer)，廣角、遠紫外線星雲光譜儀、調到OVI發射線，從白沙飛彈靶場以耐基式地對空飛彈的第一次飛行對天鵝圈觀測，就首度觀測到銀河的OVI發射線源。

## X-射線源
與SNR G074.0-08.6超新星殘骸 (天鵝圈) 相符的X射線源，天鵝座X-5，在2000.0分點的座標位置是赤經20h 51.1m赤緯+30° 41′，是自由號觀測到的4U 2046+31。這個來源也被愛因斯坦天文台、HEAO 1、和OSO 7觀測到，並且編輯在目錄中的序號分別為1E 2049.4+3050、1H 2050+310、和1M 2051+309。
天鵝圈是一個強軟X射線源。
根據X射線資料測定的超新星殼層中心位置在1950.0分點的座標位置是赤經
20h 49m 45s赤緯+30° 53′。從X射線光譜資料得到天鵝圈的平均溫度是Tx = 2.9 ± 1.5 x 106 K。天鵝圈的表面亮度是1973年3月30日從白沙飛彈靶場發射的170探空火箭空蜂火箭攜帶的一維X射線望遠鏡的X射線源表面亮度圖觀測到的。

## 外部連結
- Sharpless Catalog 103
- . Newswise.   [2010-12-03]. （原始内容存档于2012-03-31）.
- WikiSky上关于The Cygnus Loop的内容：DSS2, SDSS, GALEX, IRAS, 氢α, X射线, 天文照片, 天图, 文章和图片